# Käpylä
Käpylä (finnisch) oder Kottby (schwedisch) ist ein Stadtteil (finnisch kaupunginosa, schwedisch stadsdel) der zweisprachigen finnischen Hauptstadt Helsinki. Der 8099 Einwohner zählende Stadtteil gehört administrativ zum Bezirk Vanhakaupunki (Gammelstaden). Käpylä wurde 1906 in die Stadt Helsinki eingemeindet.
Käpylä hat eine Endstation der Linie 1 des Straßenbahnnetzes von Helsinki. Außerdem befinden sich in Käpylä das ehemalige olympische Dorf, das für die Olympischen Sommerspiele 1952 gebaut wurde. Während der Spiele war Käpylä Austragungsort des Straßenrennens im Radsport.